# Roland Omnès
Roland Omnès (* 18. Februar 1931 in Clichy; † 2. August 2022 in Saint-Rémy-lès-Chevreuse) war ein französischer theoretischer Physiker, der sich mit den Grundlagen der Quantenmechanik beschäftigte.

## Leben
Omnès, der ab 1951 Mathematik an der École normale supérieure studierte und 1956 an der Universität Paris promoviert wurde, war Professor an der Universität Paris-Süd in Orsay, wo er später emeritiert wurde und deren Präsident er zeitweise war.
Er galt als einer der Befürworter (mit Robert Griffiths, James Hartle, Murray Gell-Mann) der Consistent histories Interpretation der Quantenmechanik mit Verwendung der Ideen der Dekohärenz. Er beschäftigte sich auch mit der philosophischen Interpretation der Quantenmechanik.
1959 erhielt er den Paul-Langevin-Preis.

## Schriften
- mit Marcel Froissart Mandelstam Theory and Regge Poles: An Introduction for Experimentalists. W.A. Benjamin, 1963
- Introduction à l’étude des particules élémentaires. Ediscience, 1970.
- L’Univers et ses Métamorphoses. collection Savoir, Hermann, 1973.
- Philosophie de la science contemporaine. Folio essais 256, Gallimard 1994.
- The Interpretation of Quantum Mechanics. Princeton University Press, 1994, ISBN 0-691-03669-1.
- Une nouvelle interprétation de la mécanique quantique. In: La Recherche (französische Ausgabe von Scientific American), Oktober 1995.
- Quantum Philosophy – understanding and interpreting contemporary science. Princeton University Press, 1999 (französisch bei Gallimard 1994).
- Understanding Quantum Mechanics. Princeton University Press, 1999, ISBN 0-691-00435-8, (französische Übersetzung: Comprendre la mecanique quantique, EDP Sciences 2000).
- Decoherence- an irreversible process. 2001,  arxiv:quant-ph/0106006.
- Converging realities: toward a common philosophy of physics and mathematics. Princeton University Press, 2004.
- mit Georges Charpak: Soyez savants, devenez prophètes. Editions Odile Jacob, 2004.
- Les indispensables de la Mécanique quantique. Odile Jacob, Paris 2006.
- La révélation des lois de la nature. Odile Jacob, Paris 2008.
- Decoherence and Reduction. 2006,  arxiv:quant-ph/0604130.